# Молочанська вулиця
Молоча́нська ву́лиця — вулиця в Дарницькому районі міста Києва. Пролягає від Харківського шосе до Борової вулиці. 
До Молочанської вулиці прилучається Ташкентська вулиця.

## Історія
Молочанська вулиця виникла у середині XX століття під назвою 235-а Нова́. Сучасна назва — з 1953 року, на честь міста Молочанськ Запорізької області.